# Systellommatophora
Systellommatophora Pilsbry, 1948 è un ordine di molluschi gasteropodi del superordine Eupulmonata.

## Tassonomia
L'ordine comprende tre famiglie:
- Superfamiglia Onchidioidea Rafinesque, 1815
  - Onchidiidae Rafinesque, 1815
- Superfamiglia Veronicelloidea Gray, 1840
  - Rathouisiidae Heude, 1885
  - Veronicellidae Gray, 1840